# Geulpoort
De Geulpoort is een van oorsprong middeleeuwse stadspoort in de stadsmuur van Valkenburg. De poort werd vanaf 1644 in de loop der jaren geheel gesloopt, maar in 2014 is een reconstructie van het origineel gebouwd.

## Ligging
De Geulpoort ligt aan de noordzijde van het historische centrum van Valkenburg. Aan de stadszijde van de poort sluit de Grotestraat aan. Schuin tegenover de poort ligt de middeleeuwse H.H. Nicolaas en Barbarakerk met de Nicolaas-perroen. Aan de veldzijde vormt een brug over de Geul de verbinding met het Theodoor Dorrenplein.

## Geschiedenis

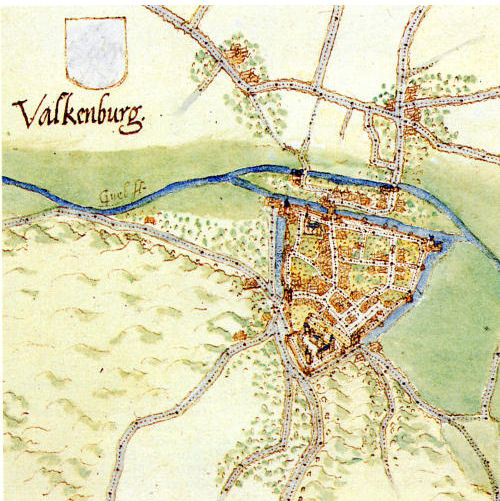
Kaart van Valkenburg met Kasteel Valkenburg (onderaan) en het Geuleiland met de Geulpoort (bovenaan). Jacob van Deventer, 16e eeuw

De Geulpoort is waarschijnlijk in het tweede kwart van de 14e eeuw gebouwd als onderdeel van de in deze periode vernieuwde stadsomwalling van Valkenburg, samen met de Grendelpoort en de Berkelpoort. Op de oude kaart van Jacob van Deventer uit de 16e eeuw is de stadspoort bijna net zo groot als de kerk die ernaast staat. Het eveneens vlakbijgelegen stadskasteel Den Halder is in de 17e eeuw ontstaan uit een versterkte hoektoren van de omwalling.
De Geulpoort sloot aan op de uitvalsweg richting Sittard en Heinsberg, het gebied waar de heren van Valkenburg oorspronkelijk vandaan kwamen. Buiten de poort bevindt zich het zogenaamde Geuleiland. Hier bevinden zich onder andere het Spaans Leenhof (Valkenburg was na het Partagetraktaat Staats; het gebied buiten de Geulpoort behoorde tot de Spaanse Nederlanden) en twee watermolens, de Oude Molen en de Fransche Molen.
In 1644 en 1672 werden delen van de stadspoort geslecht en in 1782 zijn de laatste delen van de Geulpoort afgebroken. De afmetingen van het grondvlak van de poort was 7 bij 7 meter. In 2010 zijn op de plaats van de stadspoort opgravingen verricht, waarbij de bovenkant van de fundering aangetroffen werd op een diepte van ongeveer een halve meter tot een meter onder de huidige bestrating. Bij de opgraving bleek dat de restanten bijzonder goed bewaard gebleven zijn, ondanks de vele kabels en leidingen in de grond. Ook zijn er aan beide zijden van de doorgang de scharnierstenen gevonden waarin de (houten) poortdelen zaten. Tevens is er aan de oostzijde de aansluiting naar de stadswal teruggevonden.

## Herbouw

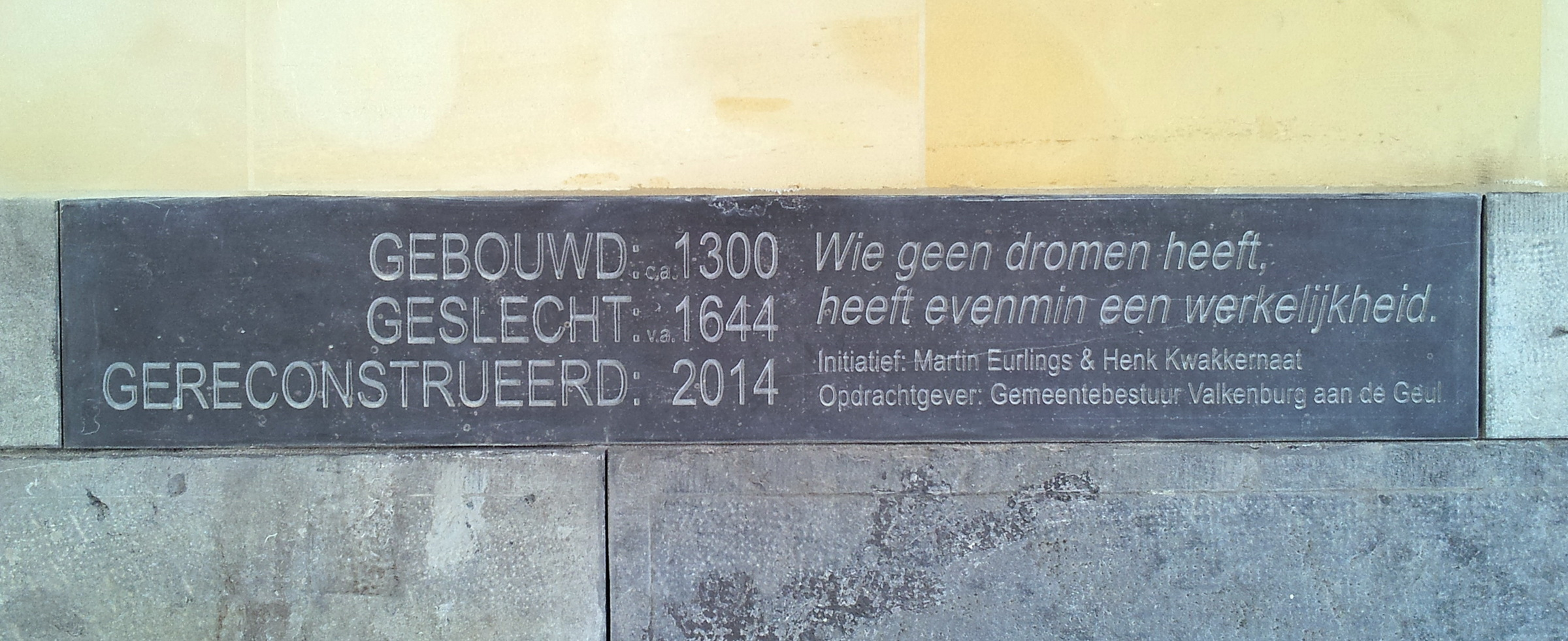
Herdenkingssteen

In 2010 werden plannen gepresenteerd om de stadspoort te herbouwen. De plannen pasten binnen het streven om het historische karakter van de Valkenburgse binnenstad meer te benadrukken, onder andere door de renovatie van de Geulkades en de versmalling van een aantal Geulbruggen, waardoor de overgang van de historische stad naar het Geuleiland weer zichtbaar is geworden. Onderdeel van de plannen was ook de restauratie van de stadspoorten, het heraanleggen van een deel van de stadsgracht en het beter toegankelijk maken van Kasteel Valkenburg. In 2013 nam de gemeenteraad van Valkenburg aan de Geul het besluit de Geulpoort compleet te herbouwen. De poort is in 2014 geheel herbouwd van Sibbersteen, een harde soort Limburgse mergel. De vormgeving is deels gebaseerd op een 14e-eeuwse miniatuur, deels op een eigentijdse invulling met onder andere een uitzichtplatform. De nieuwe Geulpoort werd begin 2015 geopend.

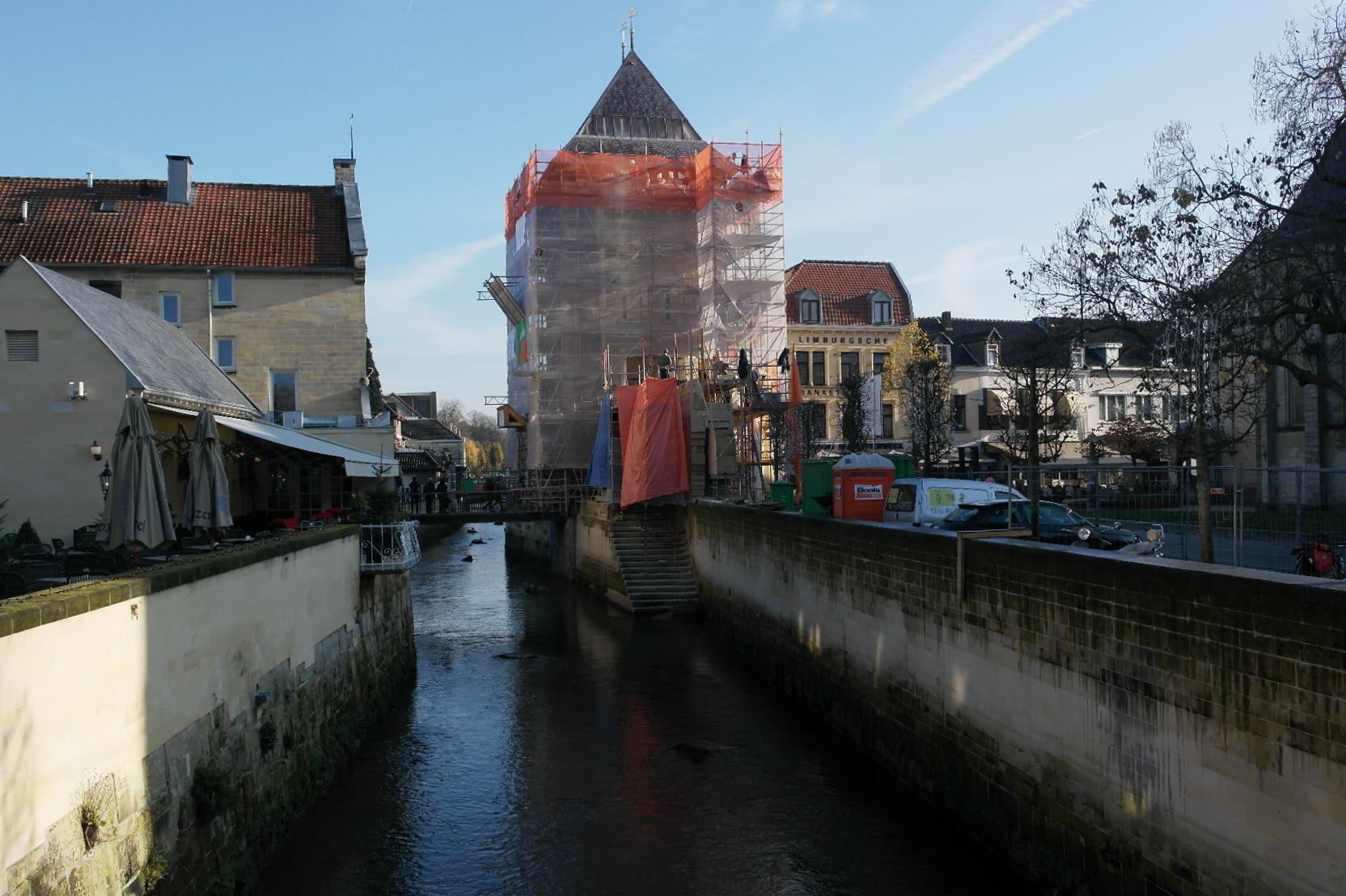
Reconstructie Geulpoort, 2014
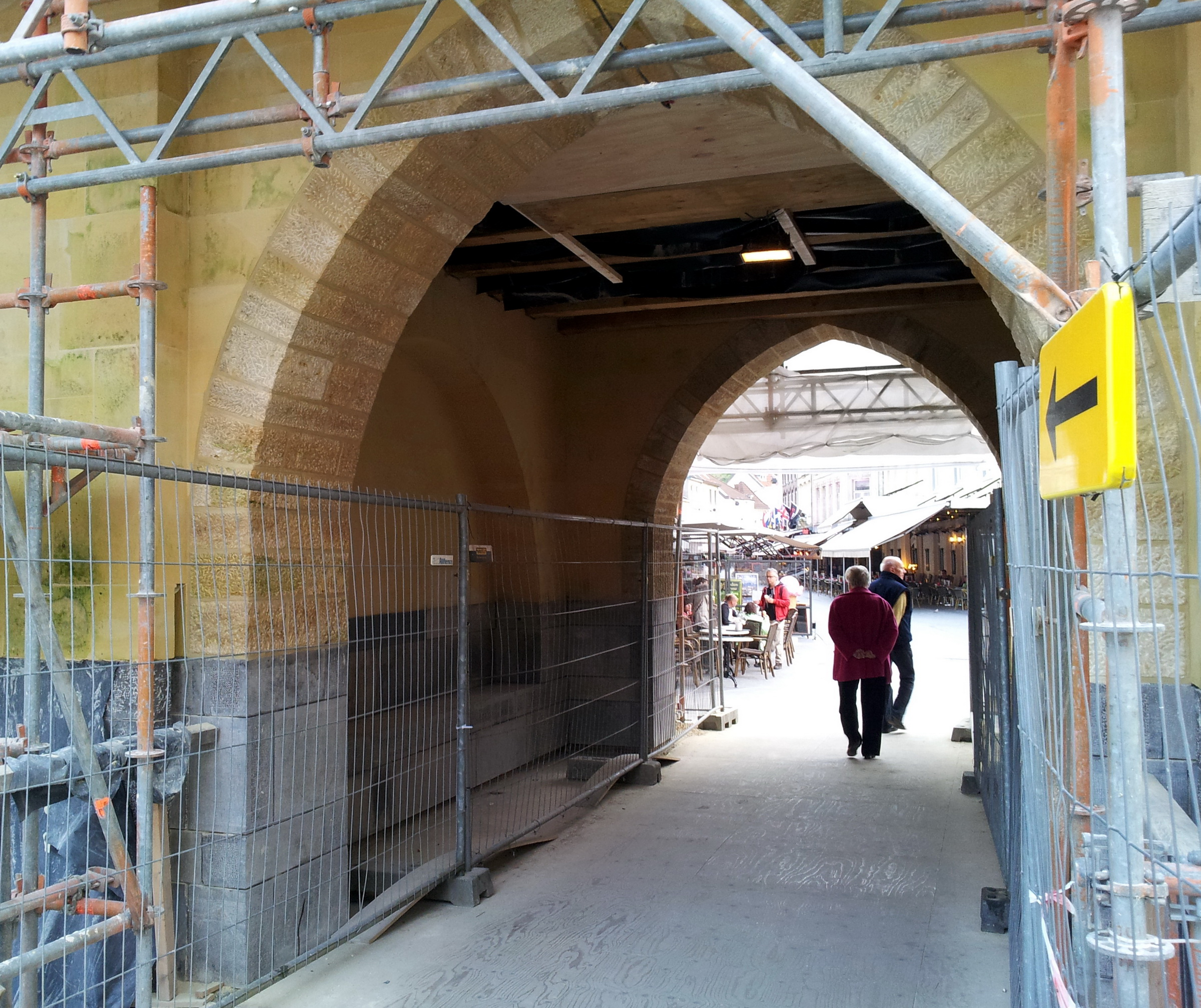
Poortdoorgang, 2014
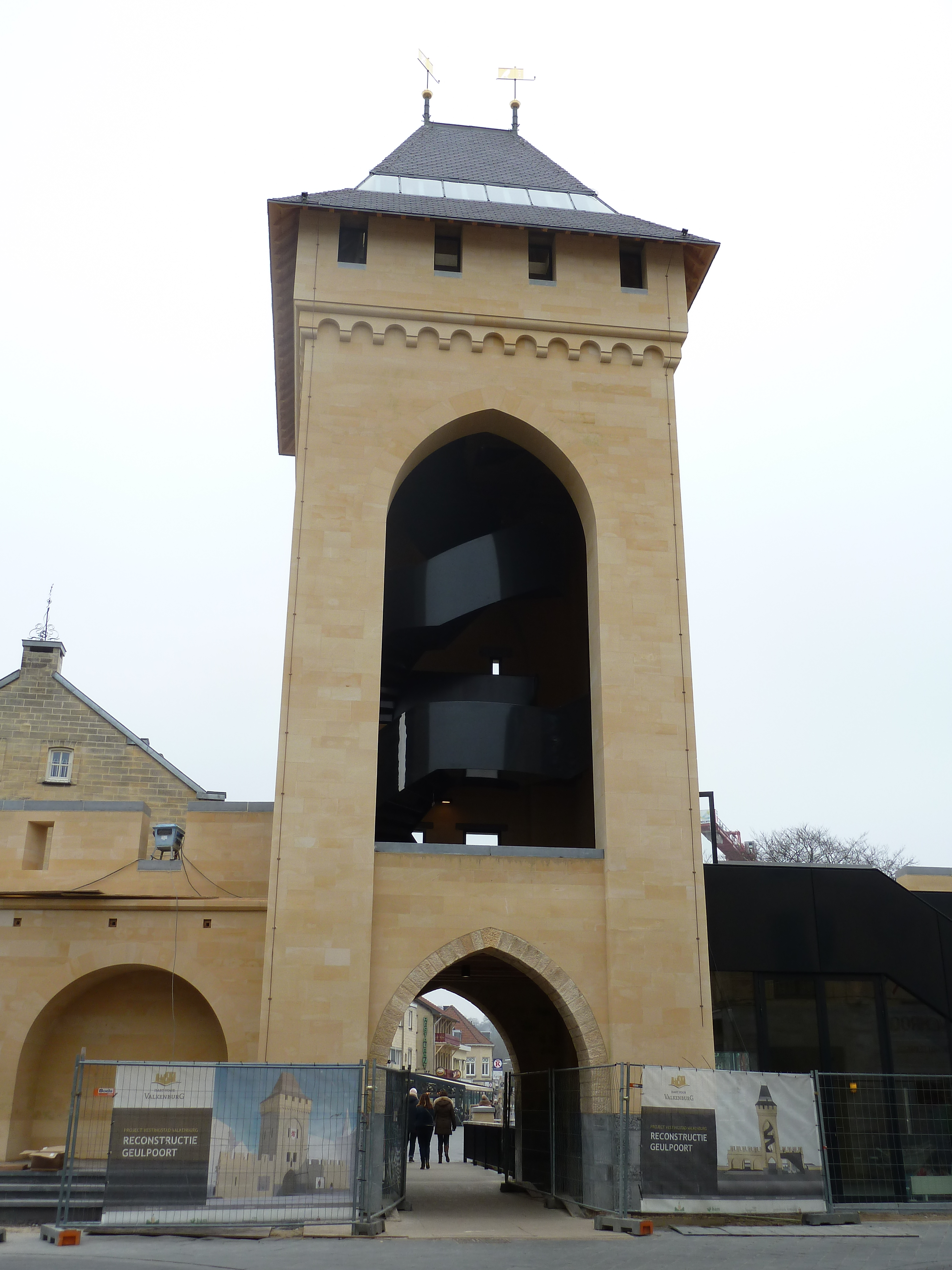
Herbouwde poort, stadszijde
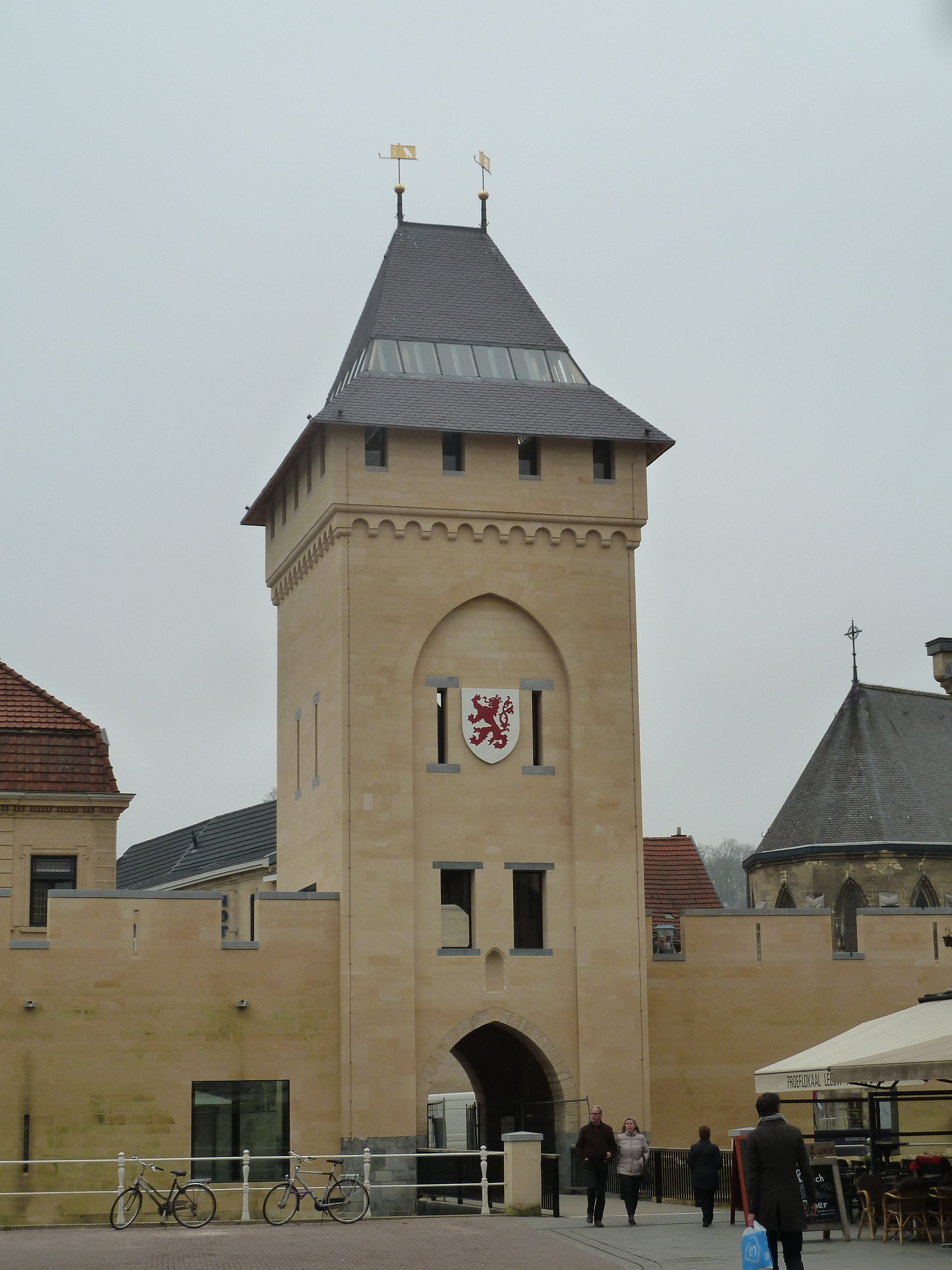
Idem, veldzijde
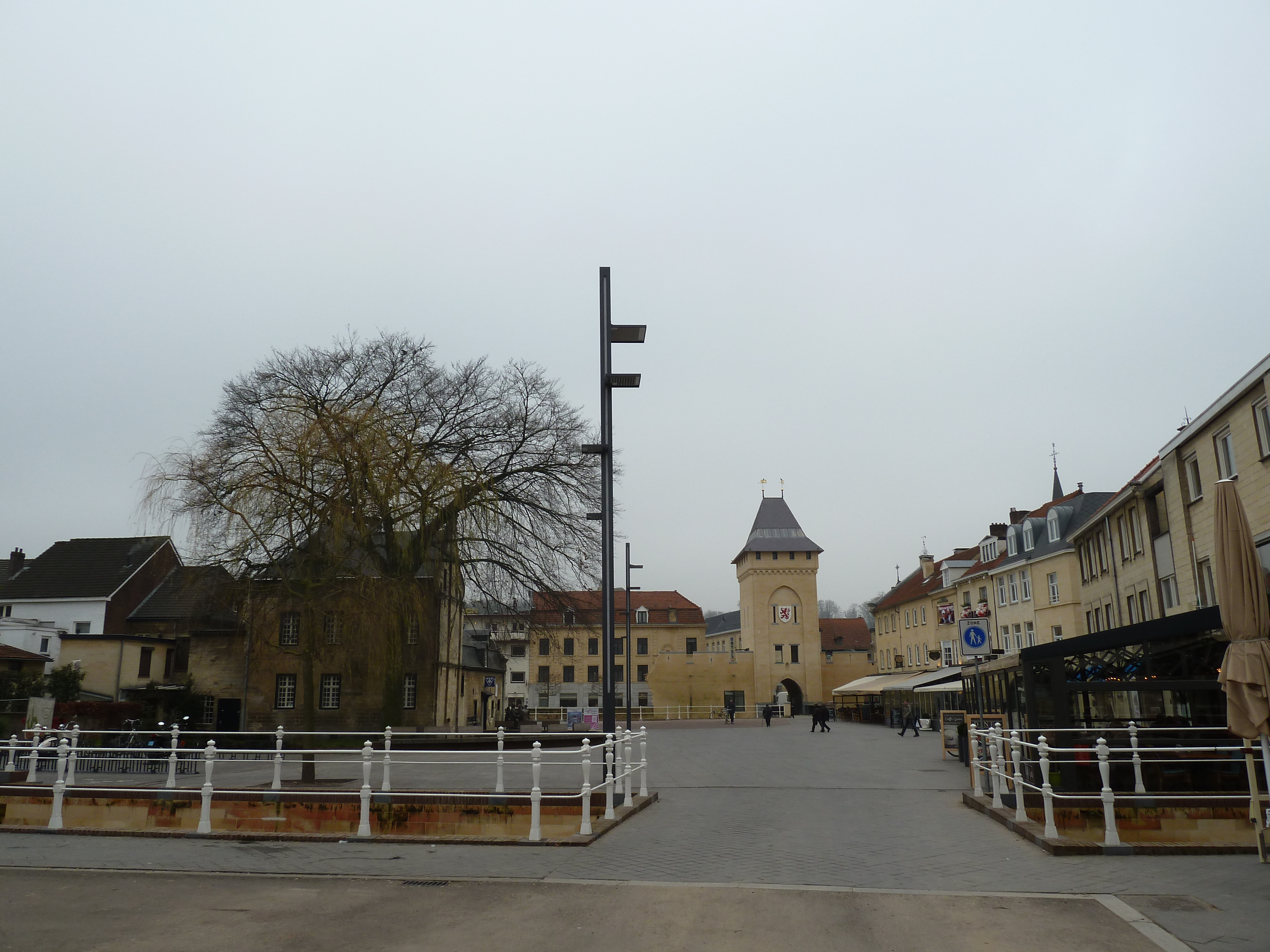
Th. Dorrenplein aan de veldzijde van de poort

## Exploitatie
Sinds 2017 huurt het collectief Wij zijn Valkenburg de Geulpoort, zorgt voor de exploitatie van het gebouw en bemant de aanwezige kiosk. De toren is tegen betaling toegankelijk voor bezoekers.